# Cal Martí (Vilanova de Bellpuig)
Cal Martí és un monument del municipi de Vilanova de Bellpuig (Pla d'Urgell) inclòs en l'Inventari del Patrimoni Arquitectònic de Catalunya.

## Descripció
Edifici de tres plantes que fa cantonada entre dos carrers, hi té una entrada per cada un d'ells. De línies molt senzilles té com a elements decoratius les mènsules que sostenen les cornises de les finestres i els forjats.

## Història
La casa fou construïda per un paleta local conegut com «El Capelletes» per la seva afició pels sostres voltats. En un principi fou feta per encàrrec d'un manescal local del que se'n desconeix el nom; tot això es va donar l'any 1880. El 1907, la compra en Cinto Martí, que era «carreta», d'aquí li ve el sobrenom, i després l'heretà el seu fill Miquel, actual propietari. La casa ha estat molt temps deshabitada, servia d'aixopluc als treballadors temporers que arribaven al poble. Ara està arrendada com habitatge.